# D6 System
Le D6 System est un système de jeu de rôle générique (c'est-à-dire qui n'est pas lié à un univers mais permet de jouer dans différentes ambiances) qui était édité par West End Games (WEG).
Il s'agit d'une généralisation du système créé pour Star Wars.
Son slogan est :
One Dice, Infinite Possibilities (Un dé, des possibilités infinies)
Le système est passé en licence ludique libre sous le nom OpenD6 OGL. Il a été traduit en français par l'éditeur Studio09.

## Système de jeu

### Résolution des actions
Comme son nom l'indique, il utilise exclusivement des dés à six faces (D6 ou D en abrégé).

#### Code dé
Les capacités d'un personnage s'expriment sous la forme d'un « code dé » : c'est le nombre de dés à jeter, éventuellement augmenté de points à ajouter (pip), lorsqu'une action incertaine fait intervenir cette capacité. Le résultat des dés est comparé à un seuil de difficulté, le jet est réussi si la somme des dés est supérieure au seuil de difficulté. Le code 3D+1 signifie que l'on lance trois dés, qu'on en fait la somme et que l'on ajoute 1. Les codes dé sont, par ordre de puissance croissante :
1D, 1D+1, 1D+2, 2D, 2D+1, 2D+2, 3D, 3D+1…
Lorsque deux personnages s'opposent, chacun fait un jet avec le code dé de sa capacité, et c'est le score le plus élevé qui l'emporte.
Un des dés, le dé libre (wild dice), est de couleur différente des autres (lorsqu'on ne lance qu'un seul dé, c'est toujours un dé libre). Si ce dé donne un 6, il est relancé (jet sans limite). Si ce dé donne un 1, il se produit un événement fâcheux, un contretemps, une maladresse :
- soit le maître du jeu décrit un événement ; si le reste du jet a un score élevé, l'action réussit mais de justesse, si le score est faible, l'action est une catastrophe ;
- soit le maître du jeu décide d'enlever le dé le plus élevé du jet, et de déterminer le résultat avec les dés restants.

#### Seuils de difficulté
L'action réussit si le jet de dés dépasse un seuil. Les règles déterminent les seuils dans un certain nombre de cas typique. Il existe aussi une échelle générique définissant les seuils, permettant de fixer les seuils dans des situations générales : entre 1 et 5 pour une action très facile, 6–10 pour une action facile, 11–15 pour une difficulté moyenne, 16–20 pour une action difficile…
Lorsque les règles ou le scénario définissent le seuil, il est possible de le modifier selon les circonstances particulières.

#### Actions multiples
Un personnage peut normalement faire une action par tour de jeu de cinq secondes (round). S'il veut faire des actions supplémentaires, le code dé de chaque action est diminué de 1D par action supplémentaire. Par exemple, si le personnage effectue deux actions dans le tour, chaque code dé est diminué de 1D ; s'il effectue trois actions, chaque score est diminué de 2D… Toutes les actions sont consécutives dans le tour ; l'ordre d'action des personnages étant déterminé par l'initiative, si un personnage veut que certaines actions se fassent après les actions d'un autre personnage, il faut utiliser une action à attendre (le personnage ne fait rien pour laisser l'autre agir, mais l'attente enlève quand même 1D aux autres actions).

#### Réduction du nombre de dés
À la création, un personnage très doué, très compétent et spécialisé dans une tâche peut avoir à jeter 11 dés, et bien plus lorsqu'il a progressé ! Pour éviter cette pléthore de dés, on peut enlever un dé et ajouter 3,5 à la place (arrondi au supérieur) :
| Code dé | Jet appliqué |     | Code dé | Jet appliqué |
| ------- | ------------ | --- | ------- | ------------ |
| 5D      | 5D           | 9D  | 5D+14   |              |
| 6D      | 5D+4         | 10D | 5D+18   |              |
| 7D      | 5D+7         | 11D | 5D+21   |              |
| 8D      | 5D+11        | …   | …       |              |

Cela revient à remplacer un dé par sa valeur moyenne.

### Le personnage
Un personnage est défini par des caractéristiques (attributes, ses capacités, ses points forts et points faibles), qui regroupent des compétences (skills). Les caractéristiques sont les capacités générales d'un personnage, tandis que les compétences correspondent à des tâches précises. Une compétence peut avoir plusieurs spécialités.

#### Caractéristiques
Chaque caractéristique dispose d'un code dé allant, pour un humain de 2D à 4D, à l'exception des caractéristiques dites « surnaturelles » (magie, pouvoirs psi) qui sont en général à 0.
Les caractéristiques dépendent de l'univers de jeu :
D6 Adventure
- réflexes (reflexes) : combat corps à corps, acrobaties, escalade…
- connaissance (knowledge) : culture, savoirs spécifiques
- coordination : coordination œil/geste (tir, lancer)
- physique : force musculaire, endurance, etc.
- perception : voir, entendre, sentir, toucher, goûter…
- présence (presence) : influencer les autres
- extranormal :
  - magie (magic)
  - parapsychologie (psionics)

D6 Fantasy
- perspicacité (acumen) : savoir-faire, culture technique non technologique
- agilité (agility) : combat corps à corps, acrobaties, escalade…
- charisme (charisma) : influencer les autres
- coordination : coordination œil/geste (tir, lancer)
- physique : force musculaire, endurance, etc.
- intellect : connaissances, capacités de déduction
- extranormal : magie (magic), miracles

D6 Space
- agilité (agility) : combat corps à corps, acrobaties, escalade…
- connaissance (knowledge) : culture, savoirs spécifiques
- force (strength) : force et coordination musculaire (escalade, sauter, endurance…)
- mécanique (mechanical) : utilisation des machines
- perception : voir, entendre, sentir, toucher, goûter…
- technique (technical) : maintenance et réparation des machines
- extranormal : métaphysique (metaphysics)

#### Compétences
Les compétences disposent d'un code dé qui est au moins égal à la caractéristique. Lors de la création du personnage, le joueur distribue des dés (ou des « fractions de dés » sous forme de points, un dé vaut trois points) qui s'ajoutent à la caractéristique pour donner le code dé de la compétence ; si un personnage n'a pas développé la compétence, le joueur utilise le code dé de la caractéristique, éventuellement assorti d'un malus d'ignorance (+5 au niveau de difficulté). À la création, on peut attribuer au maximum 3D à une compétence. Lorsque le personnage progresse, il peut ajouter des dés (ou des points) aux compétences (les caractéristiques ne progressent quasiment jamais). Si les points additionnels atteignent 3, ils sont convertis en un dé
par exemple à la création, le joueur a une caractéristique à 2D+1 et attribue deux points à la compétence, le code dé de la compétence est donc de 2D+3 → 3D.
Une spécialité de compétence est un code dé qui s'ajoute à celui de la compétence. Ce code dé est également limité à 3D à la création. Ainsi, un personnage doué (caractéristique à 5D) et ayant développé une spécialité très poussée (3D à la compétence et 3D à la spécialité) dispose d'un code dé de 11D au maximum.

#### Création du personnage
La création du personnage peut se faire de trois manières :
- par des archétypes : les ouvrages décrivent des archétypes de personnages, correspondant à des professions courantes ; le joueur choisit un archétype, et dispose de 7D à ajouter à des compétences pour personnaliser l'archétype ; c'est un système assez rigide, mais qui permet de créer un personnage rapidement ;
- en distribuant des D dans les caractéristiques et compétences ;
- par un système de répartition de points.

Puis, le personnage peut choisir des avantages et défauts.

### Résolution des combats
Chaque joueur fait un jet de perception qui détermine son initiative : les actions dans le tour se font par ordre de score décroissant.
Le personnage peut :
- effectuer une action de défense (esquive, parade) : cette action sera effective pour les attaques portées ce tour-ci après son action, ainsi que pour les attaques portées avant sa prochaine action dans le prochain tour ;
- effectuer une attaque ;
- effectuer plusieurs actions, en cumulant un malus de 1D par action supplémentaire.

L'attaquant effectue un jet avec le code dé de la compétence de son arme, et le défenseur effectue un jet de défense. Si le jet d'attaque est supérieur au jet de défense, le défenseur est touché.
Si le personnage visé ne se défend pas, son score de défense est 10 (il n'y a pas de jet). Si le personnage visé a pour unique action la défense, le jet de défense est 10 + le code dé d'esquive ou de parade.
Si le personnage fait plusieurs actions dont une défense, le jet de défense est le code dé d'esquive ou de parade diminué des D d'actions supplémentaires.
Si le coup porte, alors l'attaquant lance les dés correspondant aux dégâts causés par l'arme, et le défenseur lance les dés correspondant à sa protection. Si les dégâts sont supérieurs à la protection, alors le personnage est blessé. Il existe deux systèmes de gestion des dégâts :
- les points de corps (Body Points) : le personnage possède des points de corps, la différence entre le jet de dégâts et le jet de protection est déduit des points de corps ; plus les points de corps diminuent, plus le personnage est blessé et a des difficultés à agir, et lorsque ces points tombent à 0, il est mort ;
- les blessures : une table indique la correspondance entre la différence entre le jet de dégâts et le jet de protection et le type de blessure (blessure légère, blessure sérieuse, blessure grave, blessure mortelle, mort) ; chaque niveau de blessure induit un malus aux actions, et le cumul de blessures équivaut à une blessure plus grave.

### Capacités surnaturelles

#### Magie
La magie est décrite dans D6 Fantasy et D6 Adventure.
Les personnages ont une caractéristique extranormale magie (magic), qui vaut 0 par défaut. Si le joueur met des dés dans cette caractéristique, il peut utiliser la magie.
Cette caractéristique regroupe plusieurs compétences :
- altération : sorts permettant de modifier l'environnement ;
- transport (apportation) : sorts générant des mouvements (télékinésie, téléportation) ;
- conjuration : sorts de création ;
- divination : sorts de connaissance.

Les sorts indiquent la compétence à utiliser, le seuil de difficulté, l'intensité des effets, la durée d'incantation, et des rituels facilitant le lancer (gestuelle, paroles à prononcer…).

#### Parapsychologie
Psionic, dans D6 Adventure
Compétences :
- projection astrale (astral projection) : capacité de quitter son corps
- empathie (empathy) : ressentir les émotions
- téléperception (far-sensing) : utiliser ses sens à distance
- soins (healing) : soigner les blessures par l'esprit
- medium : spiritisme, communication avec les morts
- protection : se protéger des dommages physiques
- psychométrie (psychometry) : sentir une information sur une personne, un lieu, un objet
- frapper (strike) : causer une blessure physique
- télékinésie (telekinesis)  : faire bouger les objets par l'esprit
- télépathie (telepathy) : lire les pensées

#### Métaphysique
Dans D6 Space. Il s'agit en fait des règles sur la Force développées dans Star Wars. Le terme « métaphysique » est à comprendre dans le sens étymologique « au-dessus de la physique » (effet non modélisé par les sciences physiques contemporaines), et non pas dans son acception philosophique.
Les pouvoirs sont des pouvoirs génériques ; lorsqu'on les utilise, il faut déterminer la difficulté en fonction de la puissance de l'effet, de sa durée, de la portée, du nombre de cibles… Techniquement, chaque pouvoir est une compétence de la caractéristique métaphysique :
- contrôle (channel) : canaliser l'énergie pour en faire un bouclier ou une arme ;
- sens (sense) : détecter un être, déterminer son environnement, influencer les esprits ;
- altération (transform) : modifier l'environnement : créer des mouvements, altérer les capacités…

Les règles proposent des applications prédéterminées, pour lesquelles les difficultés sont déjà calculées.

## Publications
Le D6 System est décliné en quatre gammes : une gamme générale, une adaptation au médiéval-fantastique (D6 Fantasy), une adaptation à la science-fiction (D6 Space) et une adaptation aux univers d'aventure contemporaine (D6 Adventure)
- The D6 System (1996)
  - Gamemaster's Aid and Screen (2004)
  - Vade Mecum of Magic
- D6 Adventures
  - D6 Adventures Locations
  - D6 Adventures Creatures
  - Bloodshadows (2004) : supplément, adaptation à D6 Adventure du jeu Bloodshadows (utilisant initialement le système Masterbook)
    - Whisper of Destruction  (2004) : scénario pour Blooshadows (initialement paru dans World of Bloodshadows)
- D6 Fantasy (2004)
  - D6 Fantasy Creatures (2004)
  - D6 Fantasy Locations
  - D6 Otherwheres Worldbook
- D6 Space (2004)
  - D6 Space Ships : supplément sur les vaisseaux spatiaux et leur création
  - D6 Space Aliens, Vol. I : supplément sur les peuples extraterrestres
  - Fires of Amatsumara : description d'un univers
  - D6 Space Opera: version préliminaire, publiée en 2003 pour accompagner une réédition de Shatterzone
- Autres univers
  - Tecumah Gulch, Far West des années 1860, édité par Studio 09 en 2011